# Der Neue Orient
Die Zeitschrift Der Neue Orient war ein von 1917 bis 1943 in Berlin erschienenes Fachorgan der Orientalistik.
Die Halbmonatsschrift für das politische, wirtschaftliche und geistige Leben im gesamten Orient, so der Untertitel, wurde im Rahmen der Tätigkeit der Nachrichtenstelle für den Orient herausgegeben. Die Einrichtung der halbamtlichen Nachrichtenstelle erfolgte durch die Orientalisten Eugen Mittwoch und Max von Oppenheim. Vorläufer war das Korrespondenzblatt der Nachrichtenstelle für den Orient, das in drei Ausgaben 1915–1916/17 erschien, in den beiden ersten Jahren, wie für Korrespondenzblätter üblich, einseitig bedruckt. Die Anregung zur Zeitschrift kam vom Auswärtigen Amt. „Der Neue Orient“ diente zunächst als Propaganda-Instrument deutschen Interessen und verarbeitete vor allem das aus der Türkei kommende Material. 1917 legte Mittwoch dem Auswärtigen Amt die Umwandlung der Nachrichtenstelle in ein Orient-Institut nahe.
Die Schriftleitung lag zunächst bei Herbert Müller, dann bei Armin T. Wegner (ab Band 3) und Eugen Mittwoch (ab Band 6, Heft 2). Nach der Charakteristik von Georg Kampffmeyer war der Inhalt besonders der ersten 6 Jahrgänge „sehr bedeutsam und reichhaltig, er umfasste neben dem Wirtschaftsleben auch das gesamte Kultur- und Geistesleben des Orients. Neben wichtigen Aufsätzen finden wir Urkunden, Verträge usw. abgedruckt. Nach dem unglücklichen Ausgang des Krieges schrumpfte freilich Der Neue Orient, dem ersichtlich die Behörden kein Interesse mehr entgegenbrachten, allmählich zusammen.“
Die italienische Zeitschrift Oriente Moderno, die ihre Berichterstattung 1921 begann, berichtete ebenfalls über neuere Entwicklungen im Orient und „nahm im Grunde den Faden wieder auf, welchen in Deutschland die Zeitschrift Der Neue Orient und ihre Vorgängerin… begonnen hatten.“